# Gare d'Ytrac
La gare d'Ytrac est une gare ferroviaire française de la ligne de Figeac à Arvant, située sur le territoire de la commune d'Ytrac, dans le département du Cantal en région Auvergne-Rhône-Alpes.
C'est une halte voyageurs de la Société nationale des chemins de fer français (SNCF), desservie par des trains TER Auvergne-Rhône-Alpes.

## Situation ferroviaire
Établie à 596 mètres d'altitude, la gare d'Ytrac est située au point kilométrique (PK) 295,137 de la ligne de Figeac à Arvant, entre les gares ouvertes de Lacapelle-Viescamp et d'Aurillac. En direction de Lacapelle-Viescamp, s'intercale la gare fermée de Viescamp-sous-Jallès.

## Fréquentation
De 2015 à 2023, selon les estimations de la SNCF, la fréquentation annuelle de la gare s'élève aux nombres indiqués dans le tableau ci-dessous:
| Année     | 2015 | 2016 | 2017 | 2018 | 2019 | 2020 | 2021 | 2022 | 2023 |
| --------- | ---- | ---- | ---- | ---- | ---- | ---- | ---- | ---- | ---- |
| Voyageurs | 2    | 34   | 25   | 26   | 49   | 17   | 37   | 139  | 339  |

## Service des voyageurs

### Accueil
Halte SNCF, c'est un point d'arrêt non géré (PANG) à entrée libre.

### Desserte
Ytrac est desservie par des trains TER Auvergne-Rhône-Alpes de la relation Aurillac - Figeac.

### Intermodalité
Un parking pour les véhicules y est aménagé.